# 별마로천문대
별마로 천문대는 강원특별자치도 영월읍 영흥리 봉래산 정상에 건설된 대한민국 최대 규모의 천문대이다. 별마로란 별, 마루(정상), 로(고요할 로)의 합성어로 "별을 보는 고요한 정상"이라는 뜻이다.
2001년 10월 13일에 개관하였다.

## 시설
- 천체투영실

천체투영실에 설치되어있는 투영기는 8.3m 돔 스크린에 가상의 별을 투영하여 날씨에 상관없이 밤하늘을 감상할 수 있으며 별자리 찾는 법이나 관련 신화를 들을 수 있다.
- 시청각실

시청각실에서는 우주관련 다큐멘터리를 시청할 수 있다.
- 전망대 및 휴게실

전망대에서는 주위 풍경을 넓은 시야로 감상할 수 있다. 전망대는 동쪽을 향해 있으며 정면에 태백산을 볼 수 있고 남쪽으로는 소백산, 북쪽으로는 백덕산을 볼 수 있다.
복도에는 천문학 발달에 영향을 크게 준 과학자를 소개하는 곳이 마련되어 있다.
- 보조관측실

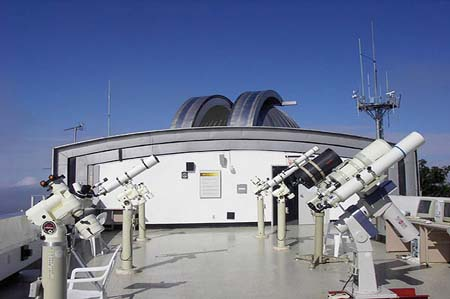
보조관측실

보조관측실에는 굴절망원경과 반사망원경 등 다양한 망원경이 있어서 행성, 은하, 성운, 성단, 달표면, 태양의 흑점 등을 자세히 관찰 할 수 있다. 낮에 방문하면 태양필터를 이용하여 흑점을 볼 수 있고 밤에는 달이나 행성, 별을 감상할 수 있다.
- 주관측실

주관측실에는 800mm 리치크레티앙 반사망원경이 설치되어 있다. 해발 800m에 설치된 8m 원형돔 안에서 성운, 성단, 은하 등 우주의 실제 모습을 자세히 관측할 수 있다. 관측 영상을 볼 수 있는 모니터가 설치되어 있어 이를 통해 관측 중인 천체를 자세히 볼 수 있다.

## 사진

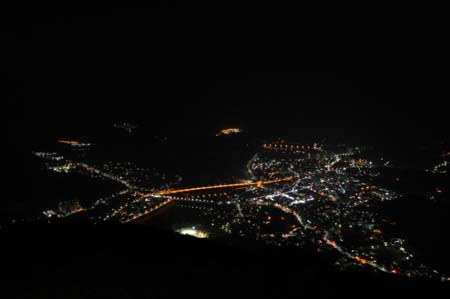
전망대에서 바라본 영월의 야경
80cm 주망원경

## 관람시간 및 휴관일
- 하절기(4월~9월) : 15시 ~ 23시
- 동절기(10월~3월) : 14시 ~ 22시
- 휴관일은 매주 월요일, 공휴일 다음날, 설 및 추석연휴